# Demetrio di Magnesia
Demetrio di Magnesia (Magnesia, I secolo a.C. – ...) è stato un grammatico e filologo greco antico, contemporaneo di Cicerone e Attico.

## Biografia
Della biografia di Demetrio non si sa quasi nulla, tranne il fatto ebbe rapporti con Attico, a cui inviò una sua opera (probabilmente filosofico-politica) in un libro, Sulla concordia (Περὶ ὁμονοίας), che anche l'Arpinate desiderava leggere. In epoca augustea, Dionisio di Alicarnasso ne parla come di persona già deceduta

## Opere
A parte il già citato Sulla concordia, la sua opera più nota, di natura biografica e filologica, trattava di Poeti e prosatori che portavano lo stesso nome (Περὶ τῶν ὁμωνύμων ποιητῶν καὶ συγγραφέων). Questo importante lavoro, a giudicare dalle citazioni reperibili nelle grandi opere enciclopediche (come, appunto, quelle di Diogene Laerzio ed Ateneo), conteneva la biografia degli autori (con una considerevole attenzione ai particolari aneddotici), ed un esame critico della loro opera.